# De twaalf jagers
De twaalf jagers is een sprookje uit Kinder- und Hausmärchen, de verzameling van de gebroeders Grimm, met als nummer KHM67. De oorspronkelijke naam is Die zwölf Jäger, maar het sprookje heet in de eerste druk Der König met dem Löwen.

## Het verhaal
Een koningszoon houdt veel van zijn verloofde en hoort dat zijn vader op sterven ligt. Hij laat een ring bij zijn verloofde achter en gaat terug. Op het sterfbed moet hij zijn vader beloven de vrouw te trouwen die hij voor hem heeft uitgezocht en dit doet de jongeman. De verloofde is erg verdrietig en haar vader zegt dan dat alles wat zij wenst zal uitkomen. Ze wenst elf meisjes die precies op haar lijken en deze worden gezocht in het rijk. De meisjes moeten jagerspakken aandoen en de koningsdochter trekt zelf het twaalfde pak aan.
De vrouwen gaan naar het paleis van de koning en bieden zich aan als jager. De man herkent zijn vroegere verloofde niet, maar neemt de mooie mensen wel in dienst. De leeuw van de koning weet alles en vertelt dat de jagers meisjes zijn. Als proef moet de koning erwten in de hal strooien; mannen zullen er stevig over lopen en er zal geen erwt bewegen. Maar meisjes trippelen en glijden en de erwten zullen gaan rollen. Een dienaar waarschuwt de jagers en de koningsdochter en de meisjes dwingen zich hun voeten stevig neer te zetten, zodat geen enkele erwt gaat rollen. De leeuw zegt dan twaalf spinnewielen neer te zetten, zodat de meisjes zullen spinnen.
Maar de dienaar vertelt dit ook aan de jagers en ze bereiden zich voor. De meisjes kijken niet naar de spinnewielen en lopen door en de koning gelooft zijn leeuw niet meer. De jagers gaan altijd met de koning op jacht en hij is erg op hen gesteld. De bruid van de koning is in aantocht en de ware bruid wordt erg verdrietig en valt bewusteloos op de grond. De koning rent naar zijn geliefde jager en trekt de handschoen uit, hij ziet de ring en herkent zijn ware bruid. De andere bruid kan terug naar haar rijk, wie de oude sleutel vindt heeft geen nieuwe nodig. De bruiloft wordt gevierd en de leeuw komt terug, omdat hij toch de waarheid heeft gesproken.

## Achtergronden bij het verhaal
- Het sprookje komt uit Hessen.
- Het dier als helper komt in heel veel sprookjes voor;
  - een beer in De twee gebroeders (KHM60)
  - een bij in De bijenkoningin (KHM62) en De twee reisgezellen (KHM107)
  - duiven in Assepoester (KHM21), De drie talen (KHM33) en De oude vrouw in het bos (KHM123)
  - een eend in Hans en Grietje (KHM15), De bijenkoningin (KHM62) en De twee reisgezellen (KHM107)
  - een geit in Eenoogje, tweeoogje en drieoogje (KHM130)
  - een haan in De drie gelukskinderen (KHM70)
  - een haas in De twee gebroeders (KHM60)
  - een hond in De drie talen (KHM33) en De oude Sultan (KHM48)
  - een kat in De drie gelukskinderen (KHM70) en De arme molenaarsknecht en het katje (KHM106)
  - een leeuw in De twee gebroeders (KHM60), De twaalf jagers (KHM67) en De koningszoon die nergens bang voor was (KHM121)
  - mieren in De witte slang (KHM17) en De bijenkoningin (KHM62)
  - een ooievaar in De twee reisgezellen (KHM107)
  - een paard in De ganzenhoedster (KHM89)
  - een pad in De drie veren (KHM63) en De ijzeren kachel (KHM127)
  - een raaf in De witte slang (KHM17) en Het boerke (KHM61)
  - een schimmel in Fernand getrouw en Fernand ontrouw (KHM126)
  - een slang in De drie slangenbladeren (KHM16) en De witte slang (KHM17)
  - een veulen in De twee reisgezellen (KHM107)
  - een vis in De witte slang (KHM17), Van de visser en zijn vrouw (KHM19), De goudkinderen (KHM85), Fernand getrouw en Fernand ontrouw (KHM126) en Het zeehaasje (KHM191)
  - een vogel in Assepoester (KHM21), De drie talen (KHM33) en De roverbruidegom (KHM40)
  - een vos in De gouden vogel (KHM57), De twee gebroeders (KHM60) en Het zeehaasje (KHM191)
  - een wolf in De oude Sultan (KHM48) en De twee gebroeders (KHM60)
- Het vergeten van de ware bruid komt veel voor in sprookjes en sagen, zoals in het Nibelungenlied. Zie ook Vrijer Roland (KHM56), De zingende springende leeuwerik (KHM88), De twee koningskinderen (KHM113), De ware bruid (KHM186) en De trommelslager (KHM193).